# Kursk
Kursk [kúrsk] (rusko Курск) je mesto v Rusiji, upravno središče Kurske oblasti. 27. aprila 2007 so z ukazom predsednika Ruske federacije Kursku podelili naziv »mesta vojne slave«. Mesto leži v zahodnjem delu Osrednje Rusije na sotočju rek Kur, Tuskar in Sejm. Kursk je bil pomembna točka med drugo svetovno vojno in prizorišče največje tankovske bitke.